# Kappmesser

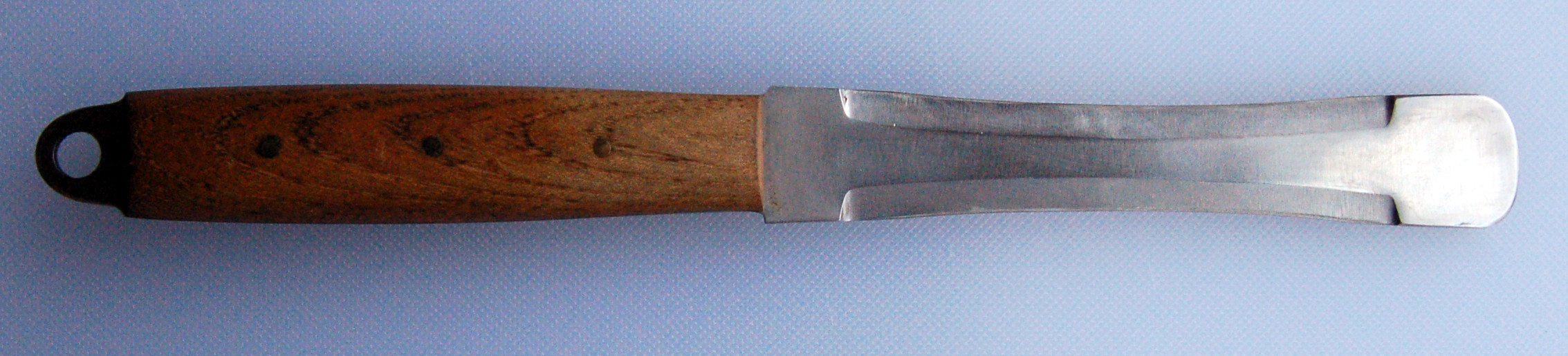
Kappmesser per paracadutisti della NVA della DDR

Kappmesser è un utensile con un tagliente, un coltello, disegnato per troncare, tranciare delle funi. Viene impiegato da pompieri, paracadutisti (per tagliare le funi di un paracadute non aperto), nel soccorso dall'alto, nel canyoning e nella navigazione a vela.
Kappmesser può avere una lama fissa o rinchiusa nel corpo (Klapp) o come nel coltello a gravità.
Generalmente la lama è liscia o può avere dentellature o denti di sega.
Anche il coltello da sub è usato come Kappmesser, per tagliare reti e funi in ambito subacqueo.

## Storia
Kappmesser venne usato per la prima volta nella caccia alla balena nel XVIII secolo per tagliare vele e funi da rimorchio.